# Пелаэс, Анхелина
Анхелина Пелаэс (исп. Angelina Peláez, род. 23 июля 1939, Оахака) — мексиканская актриса театра, кино и телевидения.

## Биография
Окончила театральный факультет Национального института изящных искусств и литературы (INBA) в Мехико, а затем изучала испанскую литературу в Национальном автономном университете Мексики. Впоследствии обучалась актёрской игре под руководством Эктора Мендосы.
Дебютировала в кинематографе в 1968 году в картине Las visitaciones del diablo. В общей сложности снялась в более чем 60 фильмах и сериалах.
С 1976 года работала преподавателем в Театральном университетском центре и на театральном факультете Университета Веракруса. Кроме того, преподавала в Televisa CEA и Национальной школе театрального искусства при INBA.

### Личная жизнь
Мать троих сыновей.

## Избранная фильмография

### Кино
- 2001 — Мексиканец — мать
- 2004 — Гнев — сестра Анна
- 2010 — Ад — мамаша Гарсия
- 2023 — Присутствия[исп.] — Мария[2]
- 2023 — Да здравствует Мексика![исп.] — бабушка[3]

### Сериалы телекомпании Televisa
- 1989 — Моя вторая мама — Арселия
- 1989 — Просто Мария — La Prieta
- 1990 — Ничья любовь — Чана
- 1995 — Алондра — Либрада
- 1997 — Мария Исабель — Микаэла
- 1998 — Узурпаторша — Рикарда
- 2000 — Рамона[англ.] — Марта Канита

## Награды и номинации

### Премия Ариэль
| год  | категория                         | фильм                                | результат    |
| ---- | --------------------------------- | ------------------------------------ | ------------ |
| 1998 | Лучшая женская роль второго плана | Если я тебя больше не увижу          | номинирована |
| 2018 | Лучшая женская роль               | Тамара и Катарина                    | номинирована |
| 2010 | Лучшая женская роль второго плана | Пять дней без Норы                   | победитель   |
| 2013 | Лучшая женская роль второго плана | Ранняя и короткая жизнь Сабины Ривас | победитель   |